# Marcus Joseph
Marcus Joseph (Point Fortin, 29 aprile 1991) è un calciatore trinidadiano, centrocampista del Port of Spain e della nazionale trinidadiana.

## Carriera

### Club
Ha giocato nella massima serie trinidadiana e in quella indiana.

### Nazionale
Nel 2013 ha esordito in nazionale.

## Statistiche

### Cronologia presenze e reti in nazionale
| Cronologia completa delle presenze e delle reti in nazionale ― Trinidad e Tobago | Cronologia completa delle presenze e delle reti in nazionale ― Trinidad e Tobago | Cronologia completa delle presenze e delle reti in nazionale ― Trinidad e Tobago | Cronologia completa delle presenze e delle reti in nazionale ― Trinidad e Tobago | Cronologia completa delle presenze e delle reti in nazionale ― Trinidad e Tobago | Cronologia completa delle presenze e delle reti in nazionale ― Trinidad e Tobago | Cronologia completa delle presenze e delle reti in nazionale ― Trinidad e Tobago | Cronologia completa delle presenze e delle reti in nazionale ― Trinidad e Tobago |
| Data                                                                             | Città                                                                            | In casa                                                                          | Risultato                                                                        | Ospiti                                                                           | Competizione                                                                     | Reti                                                                             | Note                                                                             |
| -------------------------------------------------------------------------------- | -------------------------------------------------------------------------------- | -------------------------------------------------------------------------------- | -------------------------------------------------------------------------------- | -------------------------------------------------------------------------------- | -------------------------------------------------------------------------------- | -------------------------------------------------------------------------------- | -------------------------------------------------------------------------------- |
| 23-3-2013                                                                        | Belmopan                                                                         | Belize                                                                           | 0 – 0                                                                            | Trinidad e Tobago                                                                | Amichevole                                                                       | -                                                                                | 68’                                                                              |
| 27-3-2013                                                                        | Lima                                                                             | Perù                                                                             | 3 – 0                                                                            | Trinidad e Tobago                                                                | Amichevole                                                                       | -                                                                                | 72’                                                                              |
| 5-9-2013                                                                         | Riad                                                                             | Trinidad e Tobago                                                                | 3 – 3                                                                            | Emirati Arabi Uniti                                                              | Amichevole                                                                       | -                                                                                | 70’                                                                              |
| 9-9-2013                                                                         | Riad                                                                             | Arabia Saudita                                                                   | 1 – 3                                                                            | Trinidad e Tobago                                                                | Amichevole                                                                       | -                                                                                | 39’                                                                              |
| 16-10-2013                                                                       | Port of Spain                                                                    | Trinidad e Tobago                                                                | 0 – 0                                                                            | Nuova Zelanda                                                                    | Amichevole                                                                       | -                                                                                | 61’                                                                              |
| 8-6-2014                                                                         | San Paolo                                                                        | Iran                                                                             | 2 – 0                                                                            | Trinidad e Tobago                                                                | Amichevole                                                                       | -                                                                                | 83’                                                                              |
| 27-3-2015                                                                        | Port of Spain                                                                    | Trinidad e Tobago                                                                | 0 – 1                                                                            | Panama                                                                           | Amichevole                                                                       | -                                                                                | 82’                                                                              |
| 24-5-2016                                                                        | Lima                                                                             | Perù                                                                             | 4 – 0                                                                            | Trinidad e Tobago                                                                | Amichevole                                                                       | -                                                                                | 68’                                                                              |
| 28-5-2016                                                                        | Montevideo                                                                       | Uruguay                                                                          | 3 – 1                                                                            | Trinidad e Tobago                                                                | Amichevole                                                                       | -                                                                                | 88’                                                                              |
| 3-6-2016                                                                         | Qinhuangdao                                                                      | Cina                                                                             | 4 – 2                                                                            | Trinidad e Tobago                                                                | Amichevole                                                                       | -                                                                                | 58’                                                                              |
| 25-8-2017                                                                        | Port of Spain                                                                    | Trinidad e Tobago                                                                | 1 – 2                                                                            | Giamaica                                                                         | Amichevole                                                                       | -                                                                                |                                                                                  |
| 24-3-2018                                                                        | Les Abymes                                                                       | Guadalupa                                                                        | 0 – 1                                                                            | Trinidad e Tobago                                                                | Amichevole                                                                       | -                                                                                | 45’                                                                              |
| 26-3-2018                                                                        | Fort-de-France                                                                   | Martinica                                                                        | 0 – 0                                                                            | Trinidad e Tobago                                                                | Amichevole                                                                       | -                                                                                | 75’                                                                              |
| 18-4-2018                                                                        | Couva                                                                            | Trinidad e Tobago                                                                | 0 – 1                                                                            | Panama                                                                           | Amichevole                                                                       | -                                                                                | 81’                                                                              |
| 6-9-2018                                                                         | Girona                                                                           | Trinidad e Tobago                                                                | 2 – 0                                                                            | Emirati Arabi Uniti                                                              | Amichevole                                                                       | -                                                                                | 74’                                                                              |
| 7-9-2019                                                                         | Fort-de-France                                                                   | Martinica                                                                        | 1 – 1                                                                            | Trinidad e Tobago                                                                | CONCACAF Nations League 2019-2020 - 1º turno                                     | -                                                                                |                                                                                  |
| 15-10-2019                                                                       | Caracas                                                                          | Venezuela                                                                        | 2 – 0                                                                            | Trinidad e Tobago                                                                | Amichevole                                                                       | -                                                                                | 74’                                                                              |
| 10-11-2019                                                                       | Couva                                                                            | Trinidad e Tobago                                                                | 15 – 0                                                                           | Anguilla                                                                         | Amichevole                                                                       | 5                                                                                | 52’                                                                              |
| 18-11-2019                                                                       | San Pedro Sula                                                                   | Honduras                                                                         | 4 – 0                                                                            | Trinidad e Tobago                                                                | CONCACAF Nations League 2019-2020 - 1º turno                                     | -                                                                                |                                                                                  |
| 3-7-2021                                                                         | Fort Lauderdale                                                                  | Trinidad e Tobago                                                                | 6 – 1                                                                            | Montserrat                                                                       | Gold Cup 2021 - Qualificazione                                                   | 1                                                                                | 67’                                                                              |
| 6-7-2021                                                                         | Fort Lauderdale                                                                  | Trinidad e Tobago                                                                | 1 – 1 (8 - 7 dtr)                                                                | Guyana francese                                                                  | Gold Cup 2021 - Qualificazione                                                   | -                                                                                | 46’                                                                              |
| 15-7-2021                                                                        | Frisco                                                                           | Trinidad e Tobago                                                                | 0 – 2                                                                            | El Salvador                                                                      | Gold Cup 2021 - 1º turno                                                         | -                                                                                | 45’                                                                              |
| 19-7-2021                                                                        | Frisco                                                                           | Guatemala                                                                        | 1 – 1                                                                            | Trinidad e Tobago                                                                | Gold Cup 2021 - 1º turno                                                         | -                                                                                | 67’                                                                              |
| 4-6-2022                                                                         | Managua                                                                          | Nicaragua                                                                        | 2 – 1                                                                            | Trinidad e Tobago                                                                | CONCACAF Nations League 2022-2023 - 1º Turno                                     | -                                                                                | 62’                                                                              |
| 10-6-2022                                                                        | Kingstown                                                                        | Saint Vincent e Grenadine                                                        | 0 – 2                                                                            | Trinidad e Tobago                                                                | CONCACAF Nations League 2022-2023 - 1º Turno                                     | -                                                                                | 61’                                                                              |
| 24-3-2023                                                                        | Nassau                                                                           | Bahamas                                                                          | 0 – 3                                                                            | Trinidad e Tobago                                                                | CONCACAF Nations League 2022-2023 - 1º Turno                                     | -                                                                                | 62’                                                                              |
| 28-3-2023                                                                        | Bacolet                                                                          | Trinidad e Tobago                                                                | 1 – 1                                                                            | Nicaragua                                                                        | CONCACAF Nations League 2022-2023 - 1º Turno                                     | -                                                                                | 79’ 90’                                                                          |
| Totale                                                                           |                                                                                  | Presenze                                                                         | 27                                                                               |                                                                                  | Reti                                                                             | 6                                                                                |                                                                                  |

## Palmarès

### Club

#### Competizioni nazionali
- Campionato trinidadiano di calcio: 4

Joe Public: 2009
Central: 2015-2016, 2016-2017
W Connection: 2018
- Trinidad & Tobago FA Cup: 2

Joe Public: 2009
W Connection: 2017
- Coppa di Lega di Trinidad e Tobago: 2

Joe Public: 2010
W Connection: 2017
- National Super League: 2

Joe Public: 2009, 2011

#### Competizioni internazionali
- CFU Club Championship: 1

Central: 2015

### Individuale
- Capocannoniere della I-League: 1

2021-2022 (16 reti)